# Cortazar (Guanajuato)
Cortazar est l'une des 46 municipalités qui composent l'État de Guanajuato, au Mexique.

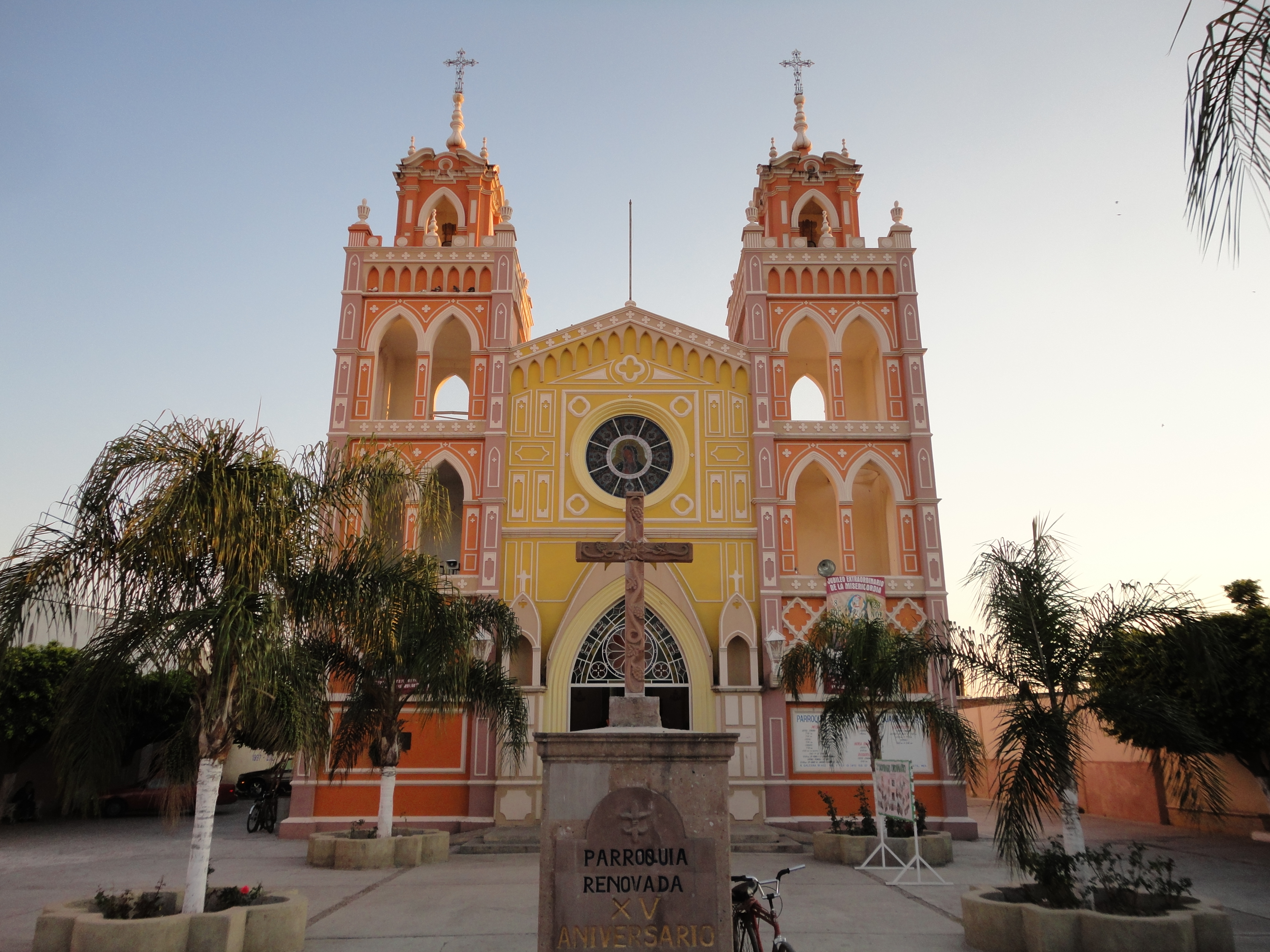
L'église Notre-Dame-de-Guadalupe à Cortazar.

## Source
- (en) Cet article est partiellement ou en totalité issu de l’article de Wikipédia en anglais intitulé « Cortazar, Guanajuato » (voir la liste des auteurs).